# Pardosa brevimetatarsis
Pardosa brevimetatarsis är en spindelart som först beskrevs av Embrik Strand 1907.  Pardosa brevimetatarsis ingår i släktet Pardosa och familjen vargspindlar. Inga underarter finns listade i Catalogue of Life.